# موتریل
موتریل (به اسپانیایی: Motril) یک شهر و دهستان در اسپانیا است که در استان گرانادا واقع شده‌است. موتریل ۱۰۹٫۷۷ کیلومتر مربع مساحت و ۶۱٬۱۷۱ نفر جمعیت دارد و ۴۵ متر بالاتر از سطح دریا واقع شده‌است.

## خواهرخوانده
شهرهای ملیلیه، Villa General San Martín, Marple، اغوانیت و اسمولیان خواهرخوانده‌های موتریل هستند.